# Domenico Confuorto
Domenico Confuorto (o Conforto o di Conforto), noto anche con lo pseudonimo di Roberto Lanza o Fortundio Erodoto Montecco (seconda metà XVII secolo – prima metà XVIII secolo), è stato uno storico, genealogista e avvocato italiano.

## Biografia
Molto scarne sono le informazioni biografiche su Domenico Confuorto. Di un dottor Domenico di Conforto, di professione notaio, sono conservate presso l'Archivio notarile di Napoli, i protocolli, comprendenti gli anni dal 1636 al 1674. Al Confuorto sono attribuite note opere storiche e genealogiche, come la Critica di Roberto Lanza a due principali luoghi dell'Istoria della famiglia Carafa composta dal regio consigliere Biagio Altomari, pubblicata a Napoli nel 1692 sotto lo pseudonimo di Roberto Lanza e volta a contestare l'omonima opera del giurista Biagio Aldimari, da cui ebbe subito risposta nello stesso anno, le Notizie di alcune famiglie popolari della città e Regno di Napoli divenute per ricchezze e dignità riguardevoli, composta in più copie nel 1695 ma non pubblicata, Il torto e 'l diritto della nobiltà napolitana esposta al vetro della verità, ovuero, Notizie genealogiche delle famiglie de' cinque Seggi della città e Regno di Napoli, anch'essa composta all'incirca nello stesso periodo dell'opera precedente e rimasta manoscritta, i Discorsi postumi del signor Carlo De Lellis di alcvne poche nobili famiglie, con l'annotationi in esse, e supplimento di altri discorsi genealogici di famiglie nobili della città, e Regno di Napoli, del dottor signor Domenico Conforto, pubblicati a Napoli nel 1701, in cui rende note postume le ultime quattro ricostruzioni genealogiche di famiglie nobili del Regno di Napoli scritte dal genealogista Carlo De Lellis e ne aggiunge diciotto di propria mano, e Della famiglia Ceva descritta in Genova nell'albergo Grimaldi, ultimata da un ignoto autore e pubblicata a Bologna nel 1737. Tuttavia l'opera principale di Domenico Confuorto sono i Giornali di Napoli dal 1679 al 1699, portati alla luce nel 1930-1931 in due volumi dallo scrittore Nicola Nicolini e che si differenziano dai precedenti dello stesso filone per la particolare cura prestata nell'esporre i fatti narrati in maniera arguta ed aneddotica. L'arco temporale della vita di Domenico Confuorto va collocato a cavallo tra la seconda metà del XVII secolo e la prima metà del XVIII secolo. Carlo Padiglione fu il primo ad ipotizzare che dietro i vari pseudonimi utilizzati dall'estensore delle opere sopra menzionate si celasse in realtà un unico autore, attivo nel corso di un arco di tempo pluridecennale, prima come polemista e cronista ed in seguito come esperto di genealogia ed araldica. Nicola Nicolini mette tuttavia in dubbio che il Confuorto sia stato l'autore della Critica di Roberto Lanza a due principali luoghi dell'Istoria della famiglia Carafa composta dal regio consigliere Biagio Altomari.

## Opere
- Giornali di Napoli dal 1679 al 1699 (2 volumi), a cura di Nicola Nicolini, Napoli, Luigi Lubrano, 1930, di cui 1º volume 1679-1691 e 2º volume 1692-1699;
- Critica di Roberto Lanza a due principali luoghi dell'Istoria della famiglia Carafa composta dal regio consigliere Biagio Altomari, Napoli, 1692;
- Notizie di alcune famiglie popolari della città e Regno di Napoli divenute per ricchezze e dignità riguardevoli, 1695;
- Il torto e 'l diritto della nobiltà napolitana esposta al vetro della verità, ovuero, Notizie genealogiche delle famiglie de' cinque Seggi della città e Regno di Napoli, 1695;
- Discorsi postumi del signor Carlo De Lellis di alcvne poche nobili famiglie, con l'annotationi in esse, e supplimento di altri discorsi genealogici di famiglie nobili della città, e Regno di Napoli, del dottor signor Domenico Conforto, Napoli, Antonio Gramignano, 1701;
- Della famiglia Ceva descritta in Genova nell'albergo Grimaldi, Bologna, Giuseppe Longhi eredi, 1737.